# Patrick Twumasi
Patrick Twumasi (ur. 9 maja 1994 w Obuasie) – ghański piłkarz występujący na pozycji pomocnika w greckim klubie Pafos.